# Syston
Syston est une ville et une paroisse civile située dans le Leicestershire, en Angleterre.